# Daima Beltrán
Daima Beltrán, född den 10 september 1972, är en kubansk judoutövare.
Hon tog OS-silver i damernas tungvikt i samband med de olympiska judotävlingarna 2000 i Sydney.
Hon tog OS-silver igen i samma viktklass i samband med de olympiska judotävlingarna 2004 i Aten.